# Español bogotano
El español bogotano, rolo o cachaco es el dialecto del idioma español hablado en la ciudad de Bogotá, en el interior de Colombia, y en algunos municipios aledaños como Soacha, La Calera, Mosquera, Facatativa y Madrid constituyendo una variedad del español cundiboyacense, el cual es de carácter rural. 
Como capital nacional, en Bogotá confluyen las diferentes culturas y habitantes del país, por lo que el característico acento local antiguo conocido como cachaco ya es difícil de encontrar, y es debido a esta variedad considerada de prestigio, que algunos bogotanos tienden a creer que su habla aún es pura y neutral aunque ha sufrido cambios notables desde mediados del siglo xx.
Es de facto la variante estándar del español en Colombia, predominante en los medios de comunicación, periodísticos y ambientes cultos a nivel nacional.

## Historia
La región donde se asienta la actual Bogotá fue conocida como Bacatá, en tiempos prehispánicos, una de las principales villas de los muiscas junto a Hunza (Tunja). La mayoría de colonizadores de la región eran andaluces, castellanos y aragoneses.
Santa Fe de Bogotá adquirió en 1739 la posición que desde dos siglos atrás mantenían capitales como Lima y México, al erigirse en corte virreinal, y capital de la Nueva Granada (actuales territorios de Colombia, Venezuela, Ecuador y Panamá). La presencia de la corte y de un gran número de españoles no meridionales, así como el establecimiento de la universidad (siglo xvi) aseguraron la continuidad de los patrones lingüísticos hispánicos de prestigio . 
Posteriormente en la era republicana, los nuevos gobiernos consideran conveniente preocuparse por el habla popular de los bogotanos y colombianos en general, por lo que inicia un proceso en la educación y en todas las áreas culturales para mantener un dialecto lo más "culto" y "puro" posible, el cual debería mantener similitud al dialecto de Castilla, muestra de ello es la fundación de la Academia Colombiana de la Lengua en 1871, primera en el continente. Se abogó por un dialecto con características como la articulación clara de la /b/, /d/, /g/, /r/ y la /s/ postvocálica, la /n/ final alveolar, la distinción entre y y la ll y el rechazo al trato antiguo de vos, y la no confusión de líquidas "l" y "r", rasgos dialectales asociados zonas costeras o a las zonas de menor influencia política en la época virreinal y a los hablantes no nativos de las grandes ciudades. 
A lo largo del siglo xx se constituyó una forma de hablar considerada dentro del mundo hispano como culta o de prestigio, (caso similar a Ciudad de México o Lima), que actualmente suele ser llamada cachaco para diferenciarla del bogotano o rolo moderno. Tras el fenómeno conocido como el Bogotazo en 1948, y el inicio de La Violencia bipartidista en otras zonas del país, empezó un proceso de desplazamiento de alrededor de 2 millones de colombianos en el campo (en 1950 la población de Colombia era de alrededor de 8 millones), muchos de los cuales inmigraron a las grandes ciudades como Bogotá. Estos cambios sociales y culturales continuaron durante los años posteriores, lo que se evidenció también en cambios lingüísticos en la ciudad (cambios en la acentuación o entonación, aparición del yeísmo, aspiración de /s/ intervocálica, nuevo léxico), que modificó hasta el final del siglo el clásico acento, transformándose en el rolo, el cual predomina en la actualidad en la capital nacional. Este a su vez, también ha influido a varios dialectos del país y el habla de los jóvenes en regiones cercanas como los Santanderes, Boyacá, el Tolima, y otras medianas y grandes ciudades como Villavicencio y Cali, en detrimento de los dialectos locales, lo que se asemeja a un proceso de estandarización lingüística y evolución del idioma en la actualidad.

## Fonética
- El seseo como en todos los dialectos del español americano. Ejemplo: Cocer y Coser suenan igual.
- La /s/, por lo general laminoalveolar y laminodental, siempre se mantiene al final de palabra, pero algunas veces se aspira intervocálica en algunos sociolectos, sobre todo en el habla coloquial. Ejemplo: La heñoras por Las señoras, rasgo aparecido desde mediados del siglo xx.
- La /s/ intervocálica se pronuncia sonorizada [z], como en el español andino o en el francés o portugués.
- La "j" tiene una articulación glotal como la /h/ inglesa, muy lejos de las realizaciones velares /x/ del español pastuso, México o Perú, ni del español estándar de España.
- La realización /n/ al final de palabra es alveolar y no velar como en las tierras bajas de América.
- La fricatización de /r/ se puede encontrar más en las zonas rurales, sobre todo en la cordillera Oriental. En el cachaco o bogotano antiguo era típica la realización asibilada o arrastrada del fonema /r/, es decir, se pronunciaba como [ř], como en los Andes o en el español de Costa Rica, tal vez por influencia chibcha, pero hoy en día predomina la [r] apicoalveolar vibrante de la norma culta panhispánica, muy probablemente reforzada por la emigración desde diversos puntos del país.
- El yeísmo no cuajó en el habla bogotana hasta mitad del siglo xx y antaño se mantenía con mucha vitalidad la distinción y articulación lateral de ll /ʎ/, que distingue valla de vaya. En las generaciones nacidas a partir de los años 50 se ha ido consolidando el yeísmo, es decir, la deslateralización de ll que llega a sonar igual que y /ʝ̞/. Esta tendencia yeísta parece reforzada por la inmigración desde las zonas históricamente yeístas de Colombia (las costas, los Llanos, el Tolima y la zona antioqueña). La "y" se puede realizar como una africada /d͡ʒ/ o como una fricativa palatal /ʝ̞/.
- Las /b/, /d/ y /g/ se pronuncian débilmente entre vocales pero tras consonantes son oclusivas como sucede en las tierras altas del país: algo [algo], el burro [el 'buro].
- En algunas variedades de menor prestigio es omitido o muy debilitado el fonema /d/ en posición intermedia del vocablo. Ejemplo: moneíta por monedita (diminutivo de la palabra moneda). Aunque en el habla culta tiende a mantenerse.

## Morfología
- La segunda persona del plural es ustedes como en todo el español del continente americano.
- Los diminutivos -ica/-ico, suceden en las palabras cuyas sílabas contengan la -t, como Gatico, Cuentica, algo que ocurre en todo el país y otros países vecinos.
- Como sucede en buena parte del interior del país, el español bogotano conoce el uso extensivo de usted allá donde la norma panhispánica usa el pronombre tú. Este fenómeno se denomina ustedeo y consiste en el uso del pronombre usted en situaciones de familiaridad o entre iguales. De este modo, encontramos a esposos, padres e hijos hablándose de "usted"; también en círculos de amigos, e incluso se ven amos que tratan de "usted" a sus mascotas. Este panorama es, ciertamente, una tendencia general. Entre los hablantes más jóvenes suele usarse tú en los contextos típicos (entre amigos, esposos o familiares). El tú es usado ampliamente por los bogotanos de clase alta, también en la radio, televisión, teatro, cine, obras de teatro, composición de canciones y poemas según la norma. El ustedeo domina la vida cotidiana y social de Bogotá. En ocasiones personas menos cultas de Bogotá y zonas vecinas muestran cierta inseguridad al mezclar en una sola frase el trato de tú y de usted, aunque este uso tiende a desaparecer.
- Cabe mencionar que el uso del voseo no resulta excepcional en el habla bogotana actual y parece característico de una minoría de los habitantes jóvenes de la ciudad. Parece lógico pensar que esta incipiente expansión del trato de vos es el resultado de la influencia de los emigrantes procedentes de la región de Antioquia y, en menor medida, los del área pacífica, nariñense y vallecaucana. Sin embargo, este puede ser simplemente el resultado de la activación de un pronombre ya existente, pero en decadencia, en el habla metropolitana. Desde el siglo xvi hasta el xix se encuentran casos que demuestran que el voseo se usó con tanta vitalidad y frecuencia como en otras regiones de Colombia.[2][3][4]
- Por ubicarse Bogotá en el altiplano cundiboyacense, algunos bogotanos de edad utilizan las figuras "su merced" o "sumercé", propias del dialecto cundiboyacense, del cual el bogotano es una subvariante. Igual ocurre en algunos departamentos del oriente de Colombia. Estas no suelen ser bien vistas entre los jóvenes de hoy en día o personas de otras regiones. Por otro lado, los visitantes de otras ciudades o países, aunque se sorprenden un poco al recibir el trato de "su merced" o "sumercé", perciben en él un toque cariñoso o respetuoso.

## Léxico
Algunos modismos que se usan en Colombia, son usados no solo en Bogotá sino en otras regiones del país como lo es la palabra "vaina", que no se refiere a la definición de vaina (funda), aunque esa definición también es usada en Colombia, sino que se refiere a un objeto o a una situación. Ejemplo: "Esa vaina está como rara" . Por lo que los siguientes modismos no son modismos colombianos en general sino los modismos más típicos y/o representativos de la ciudad de Bogotá aunque puedan oírse en otros lugares.

#### Bogotano tradicional o cachaco
- Ala: Interjección. Era o es común decir Ala chino.
- Caray: Interjección.
- Esfero: Apócope de esferógrafo o esferográfico. Se usa para referirse al bolígrafo (lapicero en otras regiones).
- Chino: (Joven, adolescente, muchacho, niño) (La misma expresión que se da en las regiones del Tolima Grande, Santanderes y el altiplano Cundiboyacense).
- Afán: Esta palabra se usa como sinónimo de prisa o para comunicar que alguien tiene prisa. "Me voy, estoy de afán" (Me voy, estoy con prisa) "No te preocupes, no hay afán" (No te preocupes no hay prisa). Se usa en todo el país.
- Filo: hambre. Tener filo (tener hambre).
- Pola: cerveza de cebada.
- Tinto: café oscuro. Usado en todo el país.
- Perico: café con leche en pocillo más pequeño.

#### Usadas desde el rolo moderno
- Paila: Se usa como sinónimo de malo. "Que paila que no acepten tarjeta de crédito" (Que mal que no acepten...)
- Re...: El prefijo re, es muy usado por los bogotanos actuales para reiterar algo. "Estoy re-paila" (Estoy demasiado/muy mal)
- Ceba: Aunque es muy poco usado el modismo "ceba" se usa para referirse a algo asqueroso o de mal gusto. "Ese colegio es una ceba" (Ese colegio es un asco)
- Chimba: Se usa casi como una sinónimo de chévere
- Chimbo: Arruinado o de mala calidad
- Man: Es usualmente usado para referirse a un hombre (sin importar la edad). "Ese man es una chimba" (Ese señor/muchacho, es ...)
- Vieja: Es usualmente usado para referirse a una mujer (sin importar la edad). "Esa vieja es una chimba" (Esa señor/muchacha, es ...)
- Bacano: Tipo de persona, alguna cosa buena o agradable. "Ese carro está muy bacano" (Ese carro está genial / estupendo / "chévere")
- Visaje: Se usa para describir la mala acción de una persona al ponerle problema a una situación o algún evento en particular o también cuando se pone repetitivo cada vez que le ocurre algo y lo comenta en todo momento. "Qué visaje usted con sus problemas familiares" (Qué problema usted...)/ (Qué insistente usted...)
- Regalar: Se utiliza con el sentido de dar. "Regálame un vaso de agua" (dame un vaso de agua). Se utiliza muchas veces al momento de comprar (siempre como metáfora de entregar o dar).
- Traga: Enamoramiento intenso que se siente hacia otra persona (persona de quien se gusta mucho; novio o novia, pretendiente).
- Quiubo o Quihubo: derivado de que hubo -qué pasó-; utilizado siempre como saludo informal. Ejemplo: "Quiubo, ¿qué más?, ¿cómo estás?".
- Vecino(a): con el sentido de "saludar" a una persona a pesar de que esa persona no viva cerca. Ejemplo: "Hola vecino(a), ¿cómo está?".
- Visaje: alarde, en especial con objetos valiosos o situaciones que le favorecen. Dar visaje / ser visajoso (hacer alarde).
- Ñero: persona de apariencia callejera, mal vestida o hasta peligrosa.
- Jartar: comer, beber o consumir.
- Fresco(a): usado para calmar una situación o conversación.

También se han incorporado términos de otras regiones como: parcero o parce, chimba o yave.